# Immeuble des 22 et 24 rue Jean-Eudes à Caen
L'immeuble des 22 et 24 rue Jean-Eudes est un édifice situé à Caen, dans le département français du Calvados, en France. Il est inscrit au titre des monuments historiques.

## Localisation
Le monument est situé aux nos 22-24 rue Jean-Eudesà, proximité immédiate de l'hôtel de Banville (nos 20-22). Cet immeuble est bâti dans le centre-ville ancien de Caen, dans le quartier de la place Royale (actuelle place de la République), loti au XVIIe siècle. Il était situé à proximité immédiate du séminaire des Eudistes de Caen, bâtiment transformé en hôtel de ville à la Révolution et détruit lors des bombardements de la bataille de Caen. 

## Historique
La façade sur rue et la toiture correspondante sont inscrites au titre des monuments historiques depuis le 13 septembre 1960.

## Architecture
L'immeuble est en pierre de Caen.